# George Coulouris
Ne pas confondre avec l'acteur français Georges Koulouris.
Pour les articles homonymes, voir Koulouris.
George Coulouris, né le 1er octobre 1903 à Manchester et mort le 25 avril 1989 à Londres, est un acteur anglais.

## Biographie
Éduqué en Angleterre, il y débute au théâtre en 1926 et interprète des pièces (notamment de William Shakespeare) dans son pays natal jusqu'en 1984. Entre 1929 et 1966, il se produit également aux États-Unis, à Broadway. Là, il collabore en particulier à la fin des années 1930 avec Orson Welles, qu'il retrouvera dans son premier film, Citizen Kane (1941). Notons qu'en 1943, il est metteur en scène (expérience restée unique) d'une pièce de Shakespeare, toujours à Broadway.
Installé aux États-Unis de la fin des années 1920 à la fin des années 1940, il débute au cinéma en 1933, dans une adaptation de la pièce The Late Christopher Bean qu'il venait de jouer à Broadway. Son film suivant sort en 1939. Il tournera principalement dans des films américains et britanniques, jusqu'en 1976.
À la télévision, il apparaît dans des téléfilms et des séries, d'abord en 1939 (un téléfilm américain), puis après son retour en Angleterre, de 1955 à 1984.Dernier role dans Vivement Dimanche de F Truffaut en 1983.

## Filmographie partielle

### Cinéma

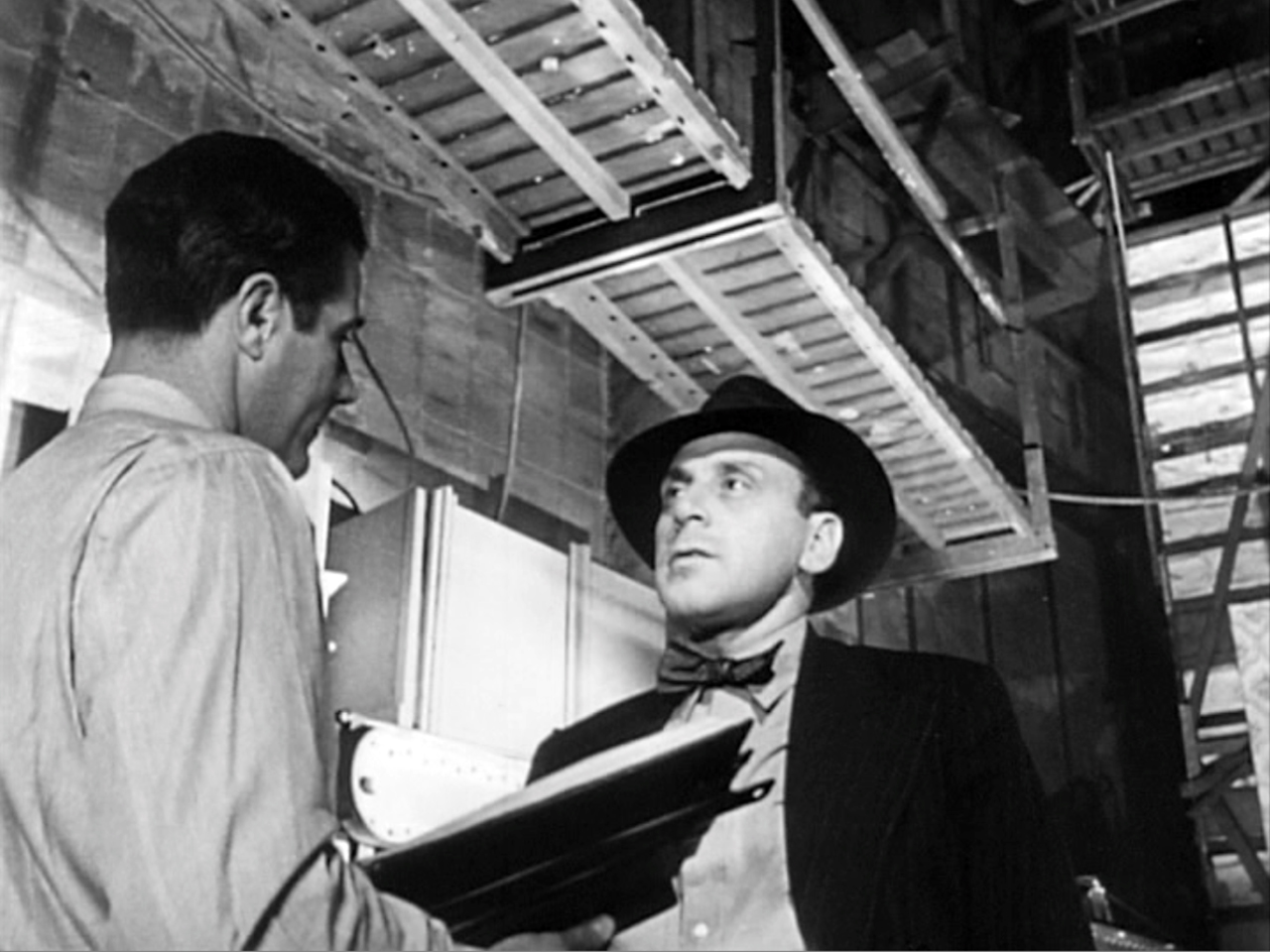
George Coulouris (à droite) sur le tournage de Citizen Kane (1941)

- 1933 : Christopher Bean de Sam Wood
- 1940 : L'Étrangère (All This, and Heaven too) d'Anatole Litvak
- 1940 : The Lady in Question de Charles Vidor
- 1941 : Citizen Kane d'Orson Welles
- 1943 : Un commando en Bretagne (Assignment in Brittany) de Jack Conway
- 1943 : Quand le jour viendra (Watch on the Rhine) d'Herman Shumlin et Hal Mohr
- 1943 : Vivre libre (This Land Is Mine) de Jean Renoir
- 1943 : Pour qui sonne le glas (For Whom the Bells Tolls) de Sam Wood
- 1944 : Rien qu'un cœur solitaire (None but the Lonely Heart) de Clifford Odets
- 1944 : Femme aimée est toujours jolie (Mr. Skeffington) de Vincent Sherman
- 1945 : La Chanson du souvenir (A Song to Remember) de Charles Vidor
- 1945 : Deanna mène l'enquête (Lady on the train) de Charles David
- 1945 : Agent secret (Confidential Agent) d'Herman Shumlin
- 1945 : Hôtel Berlin (Hotel Berlin) de Peter Godfrey
- 1946 : Meurtre au port (Nobody Lives Forever) de Jean Negulesco
- 1946 : The Verdict de Don Siegel
- 1946 : Californie terre promise (California) de John Farrow
- 1947 : J'accuse cette femme (Mr. District Attorney) de Robert B. Sinclair
- 1947 : Where There's Life de Sidney Lanfield
- 1948 : L'Homme aux lunettes d'écaille (Sleep, my Love) de Douglas Sirk
- 1948 : Mon héros (A Southern Yankee) d'Edward Sedgwick
- 1948 : Jeanne d'Arc (Joan of Arc) de Victor Fleming
- 1951 : Appointment with Venus de Ralph Thomas
- 1951 : Le Banni des îles (Outcast of the Islands) de Carol Reed
- 1954 : Duel dans la jungle (Duel in the Jungle) de George Marshall
- 1954 : Toubib or not Toubib (Doctor in the House) de Ralph Thomas
- 1954 : The Runaway Bus (en) de Val Guest
- 1955 : Rendez-vous à Rio (Doctor at the Sea) de Ralph Thomas
- 1957 : Meurtre sur un air de rock (Kill Me Tomorrow) de Terence Fisher
- 1957 : Les Sept Tonnerres (Seven Thunders) d'Hugo Fregonese
- 1958 : Spy in the Sky! de W. Lee Wilder
- 1958 : L'habit fait le moine (Law and Disorder) de Charles Crichton
- 1960 : Un cadeau pour le patron (Surprise Package) de Stanley Donen : Dr Hugo Panzer
- 1960 : Le Gosse au million (The Boy Who Stole a Million) de Charles Crichton
- 1961 : Le Roi des rois (King of the Kings) de Nicholas Ray
- 1966 : Arabesque (Arabesque) de Stanley Donen
- 1969 : Assassinats en tous genres (The Assassination Bureau) de Basil Dearden
- 1971 : La Momie sanglante (Blood from the Mummy's Tomb) de Seth Holt
- 1972 : La Tour du diable (Tower of Evil) de Jim O'Connolly
- 1973 : Papillon de Franklin J. Schaffner
- 1973 : Les Décimales du futur (The Final Programme) de Robert Fuest
- 1974 : Mahler de Ken Russell
- 1974 : L'Antéchrist (L'Anticristo) d'Alberto De Martino
- 1974 : Le Crime de l'Orient-Express (Murder on the Orient Express) de Sidney Lumet
- 1976 : Parole d'homme (Shout at the Devil) de Peter Hunt
- 1976 : The Ritz de Richard Lester
- 1983 : Vivement dimanche ! de François Truffaut : détective Lablache

### Télévision
- 1961-1968 : Destination Danger (Danger Man), Saison 1, épisode 26 Deux frères (The Brothers, 1961) ; Saison 4, épisode 2 Shinda Shima (1967)
- 1964 : Doctor Who, Première série, Saison 1, histoire no 5 The Sea of Death (ou The Keys of Marinus)
- 1967 : Le Prisonnier (The Prisoner), épisode 9 Échec et mat (Checkmate) de Don Chaffey

## Pièces de théâtre (sélection)

### à Broadway
- 1929-1930 : The Novice and the Duke de (et mise en scène par) Olga Katzin, d'après Mesure pour mesure (Measure for Measure) de William Shakespeare, avec Leo G. Carroll, Ann Shoemaker
- 1932-1933 : The Late Christopher Bean d'après René Fauchois, adaptation de Sidney Howard, avec Beulah Bondi, Walter Connolly (+ adaptation au cinéma en 1933 : voir filmographie ci-dessus)
- 1933 : Vient de paraître (Best Sellers) d'Édouard Bourdet, adaptation de Dorothy Cheston Bennett, avec Edgar Barrier, Ian Keith, Ernest Truex
- 1933-1934 : Mary of Scotland de Maxwell Anderson, avec Helen Hayes, Edgar Barrier, Ernest Cossart, Philip Merivale, Moroni Olsen, Leonard Willey (adaptée au cinéma en 1936)
- 1934-1935 : Valley Forge de Maxwell Anderson, avec Margalo Gillmore, Victor Kilian, Philip Merivale, Erskine Sanford
- 1935-1936 : Blind Alley de James Warwick
- 1936 : Sainte Jeanne (Saint Joan) de George Bernard Shaw, avec Brian Aherne, Eduardo Ciannelli, Katharine Cornell, John Cromwell, Maurice Evans, Tyrone Power, Kent Smith, Charles Waldron
- 1936 : Ten Million Ghosts de Sidney S. Kingsley, avec Barbara O'Neil, Orson Welles
- 1937-1938 : Jules César (Julius Caesar) de William Shakespeare, mise en scène d'Orson Welles, production de John Houseman et Orson Welles, musique de scène de Marc Blitzstein, avec Joseph Cotten, Martin Gabel, Norman Lloyd, Elliott Reid, Orson Welles
- 1938 : Le Jour de fête du cordonnier (The Shoemakers' Holiday) de Thomas Dekker, mise en scène d'Orson Welles, production de John Houseman et Orson Welles, avec John Berry, Joseph Cotten, Ruth Ford, Norman Lloyd, Elliott Reid, Vincent Price
- 1938 : La Maison des cœurs brisés (Heartbreak House) de George Bernard Shaw, mise en scène d'Orson Welles, production de John Houseman et Orson Welles, avec Mady Christians, Vincent Price, Erskine Sanford, Orson Welles
- 1938 : Madame Capet (titre américain original) de Marcelle Maurette, adaptation de George Middleton, avec Anne Baxter
- 1939 : The White Steed de Paul Vincent Carroll, avec Jessica Tandy
- 1940 : Cue for Passion d'Edward Chodorov et Hy S. Kraft, mise en scène d'Otto Preminger, avec Gale Sondergaard
- 1941-1942 : Watch on the Rhine de Lillian Hellman, musique de scène de Paul Bowles, mise en scène d'Herman Shumlin, avec Ann Blyth, Mady Christians, John Lodge, Paul Lukas, Lucile Watson (+ adaptation au cinéma en 1943 : voir filmographie ci-dessus)
- 1943 : Richard III (King Richard III) de William Shakespeare, avec John Ireland, Mildred Dunnock (+ metteur en scène)
- 1948 : L'Alchimiste (The Alchemist) de Ben Jonson, avec Leonardo Cimino, José Ferrer, Ezra Stone, Ray Walston
- 1948 : S.S. Glencairn d'Eugene O'Neill, mise en scène de José Ferrer, avec Leonardo Cimino, José Ferrer, Ray Walston
- 1948 : De la vie des insectes (The Insect Comedy) de Josef et Karel Čapek, adaptation d'Owen Davis, mise en scène de José Ferrer, avec José Ferrer, Rita Gam, Alexander Scourby
- 1964 : Beekman Place de (et mise en scène par) Samuel Taylor, avec Arlene Francis
- 1966 : Les Séquestrés d'Altona (The Condemned of Altona) de Jean-Paul Sartre, adaptation de Justin O'Brien

### au Royaume-Uni
- 1926-1927 : La Nuit des rois, ou Ce que vous voudrez (Twelfth Night, or What you will), Le Songe d'une nuit d'été (A Midsummer Night's Dream), Macbeth, Le Roi Jean (King John), Henry V, La Tempête (The Tempest) de William Shakespeare ; Christmas Eve de Rose Fyleman (saison à Londres, avec Esmond Knight)
- 1949-1950 : Captain Carvallo de Denis Cannan ; L'Épouse outragée (The Provoked Wife) de John Vanbrugh (+ jouée à Bath) ; Jules César (Julius Caesar) de William Shakespeare ; The Admirable Crichton de J. M. Barrie ; Le Tartuffe ou L'Imposteur (Tartuffe) de Molière (saison à Bristol)
- 1950-1951 : Comme il vous plaira (As you like it) de William Shakespeare (à Bristol)
- 1952 : Le Roi Lear (King Lear) de William Shakespeare (à Glasgow)
- 1959 : Un ennemi du peuple (An Enemy of the People) d'Henrik Ibsen, avec Sam Wanamaker (à Cambridge)
- 1962 : The Plough and the Stars de Seán O'Casey (à Londres)
- 1970 : La Chatte sur un toit brûlant (Cat on a Hot Tin Roof) de Tennessee Williams (à Londres)
- 1973 : Le Marchand de Venise (The Merchant of Venice) de William Shakespeare (à Brighton)
- 1984 : Le Roi Lear (The King Lear) de William Shakespeare (à Londres)